# Justo Tejada
Justo Tejada Martínez (Barcelona, 6 januari 1933 – 31 januari 2021) was een Spaans voetballer. Hij speelde als vleugelaanvaller.

## Clubvoetbal
Tejada begon zijn loopbaan in 1948 bij de jeugd van CE Europa. Van 1950 tot 1952 speelde hij voor de amateurs van FC Barcelona. Na een jaar bij Espanya Industrial werd Tejada in 1953 gecontracteerd door FC Barcelona. In zijn periode bij Barça won hij twee landstitels (1959, 1960), twee Copas de España (1957, 1959), tweemaal de Jaarbeursstedenbeker (1958, 1960). en de Pequeña Copa del Mundo (1957). In 1958 maakte Tejada in de finale van de Jaarbeursstedenbeker tegen London XI het eerste doelpunt van FC Barcelona ooit in een Europese finale. In 1961 maakte Tejada na 245 wedstrijden en 126 doelpunten voor FC Barcelona de overstap naar aartsrivaal Real Madrid, waar hij twee seizoenen zou spelen en tweemaal landskampioen zou worden. Van 1963 tot 1965 speelde Tejada ten slotte bij RCD Espanyol.

## Nationaal elftal
Tejada was tevens Spaans international. Zijn debuut maakte hij op 13 april 1958 tegen Portugal. Tejada speelde in totaal acht interlands, waarin hij viermaal scoorde. Alle vier deze doelpunten maakte de aanvaller op 15 oktober 1958 tegen Noord-Ierland (6-2). Op 2 april 1961 speelde Tejada tegen Frankrijk zijn laatste interland voor Spanje.